# Fedele Tirrito
Matteo Sebastiano Palermo Tirrito noto anche come padre Fedele da San Biagio (San Biagio Platani, 18 gennaio 1717 – Palermo, 9 agosto 1801) è stato un religioso, letterato e pittore italiano.

## Biografia
Figlio di una famiglia di Signori e Nobili di San Biagio, Nicola Palermo-Tirrito e Maria Cardella, nonni paterni erano Giuseppe Palermo e Domenica Tirrito. Da giovanissimo entrò nel seminario arcivescovile di Agrigento, dove oltre agli studi classici, coltivò l'arte della pittura, di cui si mostrava particolarmente predisposto. Indossò l'abito religioso nel 1739 presso il convento di Caltanissetta, fu ordinato sacerdote nel 1745. Allievo di Olivio Sozzi a Palermo, di Sebastiano Conca a Roma ove frequenta la scuola del nudo dell'Accademia di San Luca. Nella Città Eterna effettuerà un nuovo soggiorno nel 1765 di circa un anno, permanenza caratterizzata da una intensa produzione pittorica da donare al papa, ai cardinali e ai padri della Congregazione dei Sacri Riti.
Pittore ufficiale dell'Ordine cappuccino della provincia siciliana, realizzò un complesso ciclo raffigurante patriarchi e santi fondatori degli Ordini religiosi per il convento dei cappuccini di Palermo. La produzione pittorica annovera 156 pale dipinte e circa 3000 opere di varia grandezza presenti in parte ad Alcamo, Ciminna, Palermo, Ribera, Sciacca, Civitavecchia, Roma e Viterbo.
Il suo corpo mummificato è inumato nelle catacombe dei Cappuccini annesse alla chiesa di Santa Maria della Pace di Palermo.

## Opere

### Scritti
- Dialogo familiare sopra la pittura.
- P. Ludovico d'Alcamo.
- San Francesco D'Assisi.
- Lu giuvini addruttinatu.
- Il figliol prodigo.
- San Ermenegildo.
- F. Bernardo da Corleone.
- San Biagio Vescovo.
- La pastorale.

### Dipinti
Caltanissetta
- 1770, L'Immacolata Concezione e san Michele Arcangelo, opera documentata, che copriva la custodia dell'altar maggiore del convento dei Cappuccini in Contrada Pigni.[2]

 Cammarata 
- XVII secolo, Santissima Trinità e Santi, opera documentata sull'altare maggiore del duomo di San Nicola di Bari.
- XVII secolo, Cristo e le Anime Purganti, attribuzione, opera documentata nel duomo di San Nicola di Bari.

 Casteltermini 
Chiesa di san Francesco d'Assisi del convento dell'Ordine dei frati minori cappuccini:
- 1759 - 1762, Madonna con angeli o Porziuncola raffigurata con San Francesco d'Assisi, Santa Chiara e Santa Cristina di Bolsena e San Gerolamo, olio su tela, cm 360 x 250.
- 1741 - 1742, Madonna con Bambino raffigurata con San Francesco d'Assisi, Sant'Antonio di Padova e San Giuseppe, olio su tela, cm 140 x 100.
- 1759 - 1762, Transito di San Giuseppe, olio su tela, cm 245 x 165.
- 1759 - 1762, Gloria di San Fedele da Sigmaringa, olio su tela, cm 250 x 165.
- 1759 - 1762, Vergine Immacolata, olio su tela, cm 130 x 100.
- 1768 postuma, Beato Bernardo da Corleone, olio su tela, cm 110 x 80.
- 1768 postuma, Madonna con santi e beati cappuccini (San Francesco d'Assisi, Beato Bernardo da Corleone, San Felice da Cantalice, San Lorenzo Russo da Brindisi), olio su tela, cm 250 x 180.

Duomo di San Vincenzo Ferreri:
- 1759 - 1761, Immacolata Concezione, olio su tela, cm 400 x 250.
- 1759 - 1761, Santissima Trinità o Esaltazione della Croce, olio su tela, cm 400 x 250.
- 1752, Annunciazione, olio su tela, cm 405 x 255.

 Castroreale 
- XVIII secolo, Dipinto documentato nelle raccolte del Museo civico.

 Palermo 
Chiesa di Santa Maria della Pace, convento e museo: 
- 1784, Trionfo dell'Immacolata, olio su tela,  cm 370 x 263.
- 1784c., Passione di Gesù, ciclo di dipinti documentati nel coro.

Cattedrale metropolitana primaziale della Santa Vergine Maria Assunta:
- 1756, Gesù Cristo raffigurato con San Francesco d'Assisi e San Domenico di Guzmán, olio su tela, opera custodita nella Cappella del Beato Geremia.

 San Biagio Platani 
- XVIII secolo, Miracolo di San Biagio, Martirio di San Fedele da Sigmaringa, Annunciazione, Sansone e Dalila, Consegna delle chiavi di Gesù a Pietro, dipinti custoditi nel duomo di San Biagio.

 San Giovanni Gemini 
- XVIII secolo, Anime del Purgatorio, olio su tela, attribuzione, opera custodita nella chiesa di Santa Lucia.
- XVIII secolo, Dipinti documentati nella chiesa e nel convento dei Cappuccini.

 Cianciana 
- XVIII secolo, Deposizione, olio su tela, opera appartenente alla congregazione Maria SS. Addolorata e Gesù Crocifisso e custodita nella Chiesa Madre SS. Trinità.

- XVIII secolo, SS. Trinità, olio su tela, opera posta sull’altare maggiore della Chiesa Madre. (Trafugata)

## Galleria d'immagini

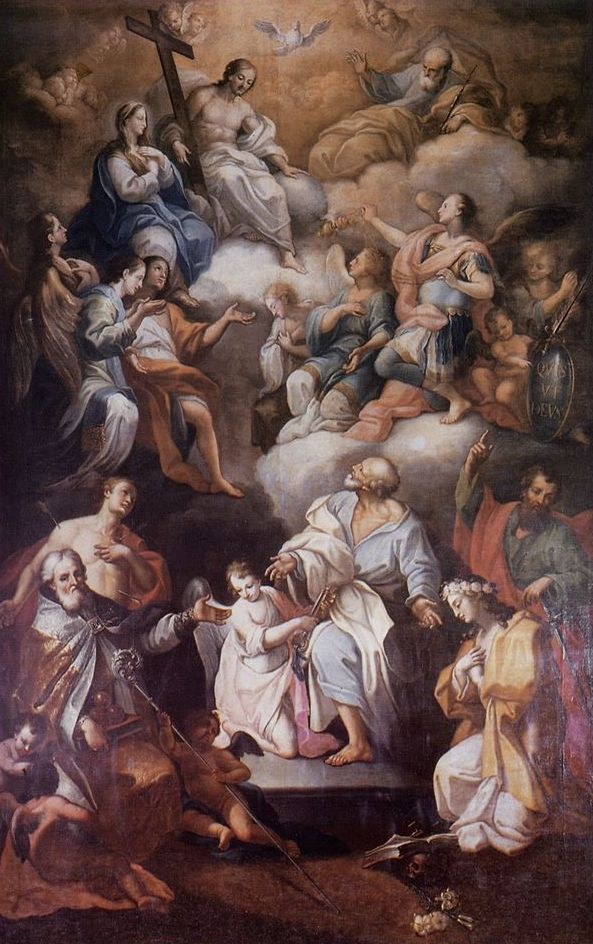
Santissima Trinità, Chiesa Madre di Cammarata
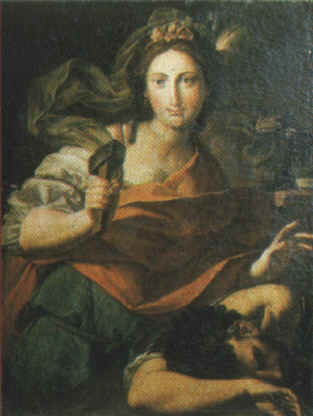
Giaele e Sisara
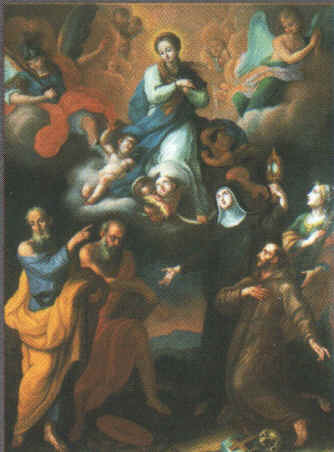
Madonna con Angeli e santi
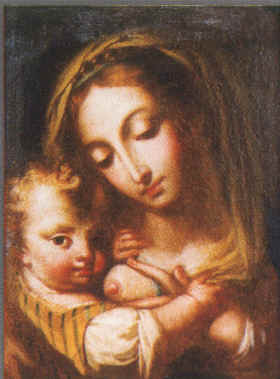
Madonna del latte